# Biomedicinskt centrum (Uppsala)

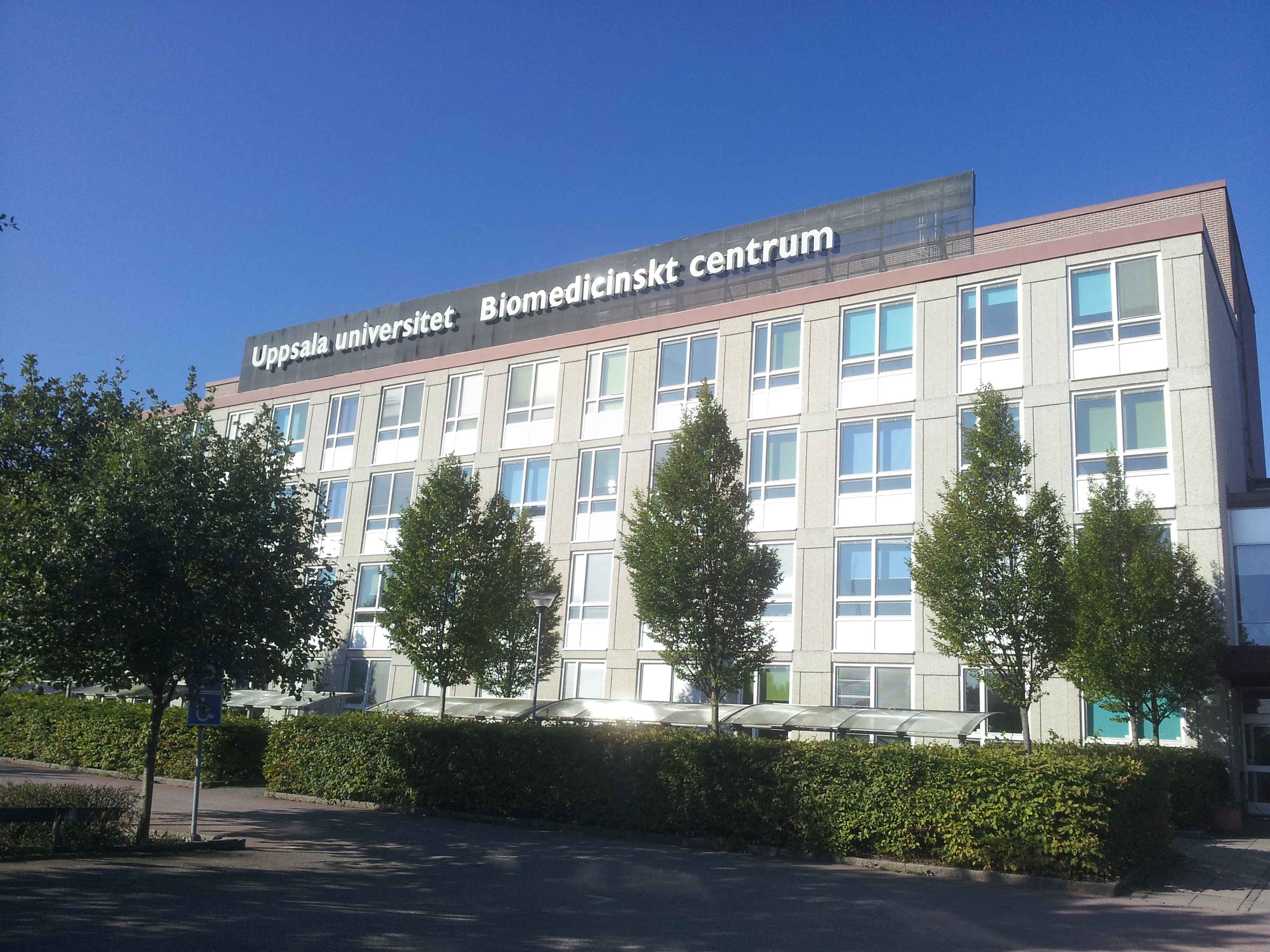
Biomedicinskt centrum sett framifrån (augusti 2014).

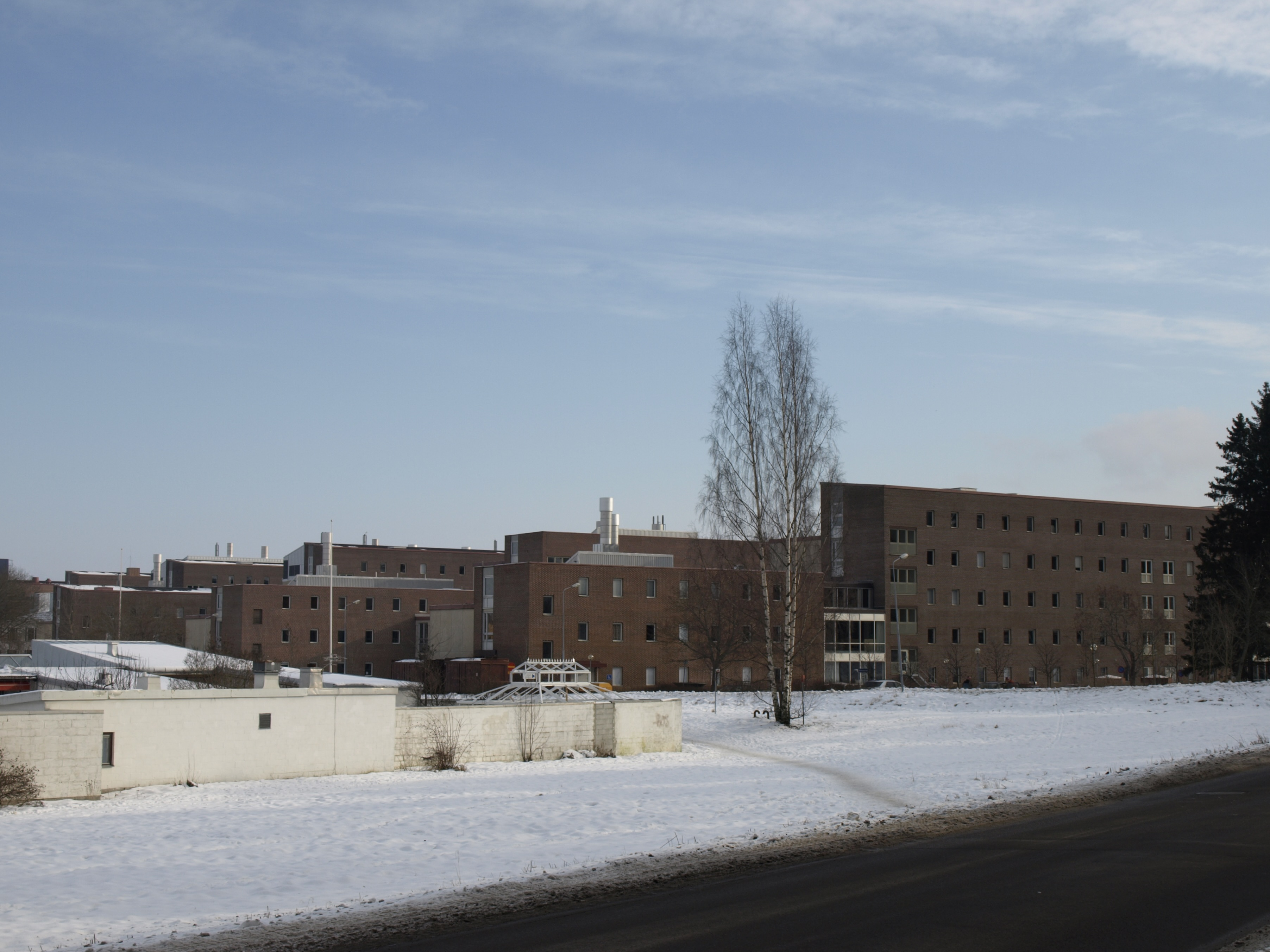
Biomedicinskt centrum (februari 2009).

Biomedicinskt centrum (förkortat BMC), ibland kallat Biomedicum, är en utbildnings- och forskningsanläggning på Husargatan, intill Dag Hammarskjölds väg i Uppsala. I centrumet har Uppsala universitet lokaler för forskning och utbildning inom de farmaceutiska, medicinska, samhällsvetenskapliga och teknisk-naturvetenskapliga fakulteterna.  
På BMC finns en filial av Uppsala universitets bibliotek, en av Högskolerestaurangers enheter, en enhet för SciLifeLab, samt servicepersonal från Akademiska Hus. BMC-komplexet är 96 000 kvadratmeter stort. 

## Historia
BMC invigdes 1977 när Uppsala universitet firade 500-årsjubileum. Byggnaderna ritades av Paul Hedqvist och byggdes mellan 1966 och 1977 med början från väst. Ett ytterligare hus i samma stil byggdes även 1985. 
En större om- och tillbyggnad, som inleddes 1998, ritades av Mats Edblom. Syftet var att kemiska institutioner från den teknisk-naturvetenskapliga fakulteten skulle få plats, och att ge nybildade större institutioner nyrenoverade och sammanhörande lokaler. Dessutom tillkom även restaurangdelen, samt en ny byggnad för bibliotek och mediatek. Den tidigare öppna platsen mellan BMC:s tidigare två huvuddelar, med en silverglänsande skulptur föreställande en DNA-spiral, kom med nybyggnationerna att helt omgestaltas. 

## "Navet" (SciLifeLab)
Science for Life Laboratory, SciLifeLab är en nationell resurs och ett samarbete mellan fyra lärosäten: Karolinska Institutet, Kungliga Tekniska Högskolan, Stockholms universitet och Uppsala universitet. På BMC finns SciLifeLabs mötesplats Navet, som färdigställdes i januari 2014 och "syftar till att skapa en stimulerande och kreativ miljö där forskare inom SciLifeLabs forskningsmiljö kan mötas".